# Stepan Iwanowitsch Dawydow
Stepan Iwanowitsch Dawydow (russisch Степан Иванович Давыдов, wiss. Transliteration Stepan Ivanovič Davydov; * 1. Januarjul. / 12. Januar 1777greg. in Tschernigow; † 9. Maijul. / 21. Mai 1825greg. in Moskau) war ein russischer Komponist.
Dawidow wurde auf Empfehlung der Zarin Katharina II. von Giuseppe Sarti ausgebildet.
Er war zwischen 1806 und 1810 Kapellmeister am Kaiserlichen Theater in Sankt Petersburg. Danach wirkte er als Gesangslehrer an der Theaterschule in Moskau. Neben kirchenmusikalischen Werken komponierte er zehn Ballette und eine Ouvertüre, elf Divertissements sowie mehrere Opern, darunter gemeinsam mit Ferdinand Kauer und Catterino Cavos Die Meerjungfrau.

## Werke
- Die gekrönte Seiligkeit, Ballett, UA 1801
- Der Triumph der Dankbarkeit, Ballett, UA 1802
- Ferdinand Kauer: Die Dnjepr-Nixe, Oper nach Karl Friedrich Hensler: Das Donauweibchen, 3 Nummern von Dawydow, UA 1802
- Graf Kastelli oder Der verletzte Bruder, Ballett, Musik von Dawydow, Giuseppe Sarti und Vicente Martín y Soler, UA 1804
- Lesta, die Dnjepr-Nixe, Oper, UA 1805
- Rusalka, komische Zauberoper, UA 1807
- Semik oder Der Spaziergang im Marienhain, Divertissement, UA 1815
- Spaziergang in den Sperlingsbergen, Divertissement, UA 1815
- Filatka und Fedora an der Schaukel bei Novisnkij, Divertissement, UA 1815
- Der Triumph der Russen oder Das Biwak bei Krasnoe, Divertissement, UA 1816
- Der Triumph des Sieges, Divertissement, UA 1816
- Lukaška oder Der Scheinheilige Abend, komische Oper, 1816
- Der Spaziergang am 1. Mai in Sokolniki, Divertissement, UA 1817
- Das Heiratsversprechen bei der Rückkehr der Krieger in die Heimat, Divertissement, UA 1817
- Die russische Schaukel an den Ufern des Rheins, Divertissement, UA 1818
- Das Zigeunerlager, Divertissement, UA 1818
- Die Ruderklassen und die Kosaken oder Das Fest an den Ufern von Lyskov, Divertissement, UA 1820
- Das Fest der Kolonisten nahe der Hauptstadt, Divertissement, UA 1820
- Das Erntefest, Ballett, UA 1823